# 比勒陀利亞大學
比勒陀利亚大学是南非一所拥有诸多校区的公立研究性大学，位于比勒陀利亚市区。该大学最早建立于1908年作为约翰内斯堡的德兰士瓦大学在比勒陀利亚的校区，而且是南非第四个连续被授予大学地位的机构。该大学从原本的一间老维多利亚式房屋的32个学生發展为2010年的大约39,000人。该大学分布在7个郊区分校区，占地2767英亩。 
该大学有九个院系和一个商校。1920年建立的兽医学院是非洲第二古老的兽医学院，且是南非唯一的兽医学院。1949年，该大学有了北非以外的第一个MBA项目；该大学的商学高登学院也一直排名为非洲最好的商业学院，世界排名前50。